# Pyronota minor
Pyronota minor är en skalbaggsart som beskrevs av Given 1952. Pyronota minor ingår i släktet Pyronota och familjen Melolonthidae. Inga underarter finns listade i Catalogue of Life.